# Gynacantha penelope
Gynacantha penelope – gatunek ważki z rodziny żagnicowatych (Aeshnidae).